# خانه خوانساری
خانه خوانساری مربوط به اوائل دوره صفوی - دوره قاجار است و در اصفهان، محله جماله، خیابان عبد الرزاق، کوچه آردفروشها واقع شده و این اثر در تاریخ ۳۰ تیر ۱۳۸۴ با شمارهٔ ثبت ۱۲۳۰۰ به‌عنوان یکی از آثار ملی ایران به ثبت رسیده است.